# 聖宝寺 (高石市)
聖宝寺（しょうぼうじ）は、大阪府高石市にある真言宗醍醐派の寺院。山号を高石山（こうせきざん）と称し、本尊は不動明王（ふどうみょうおう）。それ以外にも境内に12体の仏像、本堂内に14体の仏像がお祀りされている。通称は高石聖天（たかいししょうてん）の名で親しまれている。その名の通り、本堂内には聖天壇があり、歓喜天（かんぎてん）が祀られている。聖宝寺（しょうぼうじ）の本山は醍醐寺（だいごじ）となっている。
本尊真言（不動明王）：のうまく　さんまんだ　ばざらだん　せんだ　まかろしゃだ　そわたや　うんたらた　かんまん

## 境内
境内には、地蔵堂があり、地蔵堂内も含め、約12体の仏像が祀られている。また地蔵盆の時期には毎年、提灯が吊られており、夜間点灯も行われている。

## 本堂
本堂には、約14体の仏像と護摩壇、聖天壇がある。

## 年間行事
年間行事は年4回あり、日程が定められている行事は、1月1日に行われる元旦大護摩法要、8月23日～24日の2日間行われている地蔵盆の提灯点灯がある。日程が毎年異なるものとして、盂蘭盆会施餓鬼法要と彼岸施餓鬼法要がある。どの年間行事も檀家のみならず、一般の参拝者も参加できる。

## アクセス
公共交通機関では、南海電鉄　南海本線によるアクセスが確保されている。
- 高石駅（南海電鉄 南海本線）およびより北助松駅（南海電鉄 南海本線）より、徒歩10分

自動車・バイクでは、堺泉北道路・阪神高速4号湾岸線によるアクセスが確保されている。
- 助松ランプ（堺泉北道路）より、約5分
- 浜寺（阪神高速4号湾岸線）より、約10分